# Microsoft Dynamics Sure Step
Microsoft Dynamics Sure Step – metodyka projektowego wdrażania zintegrowanych systemów informatycznych firmy Microsoft takich jak:
- Microsoft Dynamics AX
- Microsoft Dynamics NAV
- Microsoft Dynamics CRM

## Fazy/etapy projektu
Metodyka Sure Step składa się z 6 głównych faz/etapów oraz 2 dodatkowych do optymalizacji i podnoszenia wersji (upgrade):
- Diagnoza: ten etap służy do wstępnej analizy najważniejszych potrzeb i wymagań klienta. Opisywane procesy są na poziomie bardzo ogólnym w celu określenia sobie głównych założeń do wdrożenia systemu Microsoft Dynamics.
- Analiza: jest to jeden z najważniejszych etapów wdrożenia systemu ERP. Polega na szczegółowej analizie wszystkich procesów zachodzących wewnątrz firmy.
- Projektowanie: etap ten składa się z dwóch części: po pierwsze sprawdza się, które z wymagań/procesów są obsługiwane przez system Microsoft Dynamics w standardzie, a które procesy wymagają zmiany w standardowym systemie. Druga część to przedstawienie, jak każdy z procesów będzie wyglądał i działał w nowym systemie Microsoft Dynamics.
- Programowanie: na podstawie wcześniejszego etapu (projektowania) w tej fazie konsultanci przystępują do ustawienia systemu i ewentualnych modyfikacji standardowych funkcjonalności, tak aby spełniały wszystkie wymagania klienta.
- Testowanie i Szkolenia: głównym założeniem tego etapu jest przeprowadzenie testów akceptacyjnych przez użytkowników końcowych oraz przeprowadzenie szkoleń dla pozostałych użytkowników systemu Microsoft Dynamics. Etap ten jest wprost powiązany z etapem projektowania, ponieważ użytkownicy końcowi testują czy wszystkie wymagania zostały zaprogramowane w systemie i czy działają w taki sposób, jak było to zaplanowane na początku wdrożenia.
- Uruchomienie oraz opieka powdrożeniowa – etap ten służy do załadowania w systemie danych historycznych i bilansów otwarcia oraz do płynnego przejścia do codziennej pracy na systemie przez użytkowników. Dodatkowo klient może skorzystać z pomocy opieki powdrożeniowej, dzięki czemu użytkownicy mają stałą pomoc w pierwszych miesiącach używania systemu.
- Optymalizacja
- Podnoszenie wersji (upgrade)

## Stanowiska i zadania uczestników projektu
- Koordynator
- Kierownik projektu
- Użytkownik kluczowy
- Prowadzący projekt
- Konsultant

## Organizacja projektu
Członkowie zespołu wdrożeniowego będący przedstawicielami użytkownika są odpowiedzialni za dostarczenie informacji o firmie użytkownika, a w szczególności:
- Struktury organizacyjnej firmy
- Procesów występujących w poszczególnych jednostkach organizacyjnych
- Dokumentów używanych do ewidencji procesów
- Obiegu dokumentów
- Wymaganych statystykach i raportach
- Ocenę przedstawionych przez dostawcę sposobów implementowania procesów
- Wprowadzenie przygotowanych przez dostawcę informacji sterujących systemem przy asyście dostawcy
- Przeprowadzenie testów użytkowych systemu
- Potwierdzenie poprawności działania systemu lub podania błędów wykrytych w trakcie testowania

## Model szybkiego wdrożenia
Wraz z rozwojem systemów Microsoft Dynamics rozwija się również metodyka wdrożeń systemów ERP. Najnowszym trendem jest skracanie czasu (i kosztów) wdrożenia poprzez stosowanie gotowych szablonów oraz procesów, z których mogą korzystać przedsiębiorstwa. Jednym z gotowych modeli dedykowanych dla systemu Microsoft Dynamics NAV jest metodyka NAV.express, oparta między innymi na Microsoft Dynamics Sure Step – Rapid Methodology.